# Изложба „Цртеж и мала пластика” (1985)
Изложба „Цртеж и мала пластика” се одржала у периоду од 12. до 28. септембра 1985. године, у Уметничком павиљону „Цвијета Зузорић” у Београду.

## Уметнички савет
Избор радова за изложбу је обавио Уметнички савет Удружења ликовних уметника Србије:
- Миодраг Мића Поповић, председник Савета
- Никола Вукосављевић
- Бора Иљовски
- Никола Јанковић
- Олга Јанчић
- Антон Краљић
- Јован Ракиџић

## Излагачи

### Цртеж
1. Срђан Алексић
2. Светлана Бабић
3. Снежана Бебић
4. Михаило Бечеј
5. Радмила Бештић Вукосављевић
6. Мирослав Благојевић
7. Миливоје Богатиновић
8. Загорка Весић
9. Јармила Вешовић
10. Андрија Витез
11. Бошко Вукашиновић
12. Љубица Вукобрадовић
13. Биљана Вуковић
14. Радислав Вучинић
15. Матија Вучићевић
16. Августа Герден
17. Јелена Грујичић
18. Вјера Дамјановић
19. Фатима Дедић
20. Евгениа Демниевска
21. Бранко Димић
22. Милица Динић
23. Марио Ћиковић
24. Ђорђе Ђорђевић
25. Мирослав Ђорђевић
26. Душица Жарковић
27. Драгослав Живковић
28. Светислав Живковић
29. Весна Зламалик
30. Љиљана Јарић
31. Божидар Каматовић
32. Маријана Каралић
33. Верица Карановић
34. Слободан Каштаварац
35. Оливера Килибарда
36. Божидар Кићевић
37. Зоран Клашња
38. Милица Којчић
39. Милутин Копања
40. Емир Крајишник
41. Клара Криштовац
42. Гордана Коцић Крсмановић
43. Марко Крсмановић
44. Велизар Крстић
45. Гордан Крчмар
46. Слободан Кузмановић
47. Радомир Кундачина
48. Владан Љубинковић
49. Драгана Маговчевић Митрић
50. Снежана Маринковић
51. Јања Марић
52. Зоран Марјановић
53. Јелена Марковић
54. Томислав Марковић
55. Весна Мијачика
56. Бранимир Мијушковић
57. Предраг Микалачки
58. Ненад Милетић
59. Драган Милосављевић
60. Радован Миразовић
61. Ева Мрђеновић
62. Зоран Нинковић
63. Јован Ока
64. Владимир Оташевић
65. Ружица Беба Павловић
66. Славиша Панић
67. Весна Перуновић
68. Драгана Петровић Власак
69. Миодраг Петровић
70. Дејан Попов
71. Мице Попчев
72. Марица Прешић
73. Божидар Продановић
74. Љубица Радовић
75. Невенка Рајковић
76. Даница Ракиџић Баста
77. Слободан Роксандић
78. Едвина Романовић
79. Милан Спасић
80. Драгана Станаћев
81. Слађана Станковић
82. Мирослав Станојловић
83. Радош Стевановић
84. Радмила Степановић
85. Жарко Стефанчић
86. Миодраг Стојановић
87. Стеван Стојановић
88. Трајко Стојановић Косовац
89. Миливоје Стоиљковић
90. Горан Стојиљковић
91. Стојко Стојковић
92. Слободанка Ступар
93. Зоран Тодовић
94. Зоран Тодоровић
95. Станка Тодоровић
96. Дејан Уларџић
97. Владимир Ћирчин
98. Биљана Црнчанин
99. Томислав Шебековић
100. Емир Шкандро

### Мала пластика
1. Бошко Атанацковић
2. Жарко Бјелица
3. Радомир Бранисављевић
4. Миланка Васић
5. Загорка Весић
6. Савица Дамјановић
7. Милорад Иветић
8. Момчило Јанковић
9. Никола Јанковић
10. Селимир Јовановић
11. Биљана Јосиповић
12. Оливера Килибарда
13. Миланко Мандић
14. Љубиша Манчић
15. Владан Мартиновић
16. Лепа Милошевић Сибиновић
17. Драган Николић
18. Мице Попчев
19. Миодраг Ристић
20. Драган Славић
21. Станка Тодоровић
22. Томислав Тодоровић
23. Власта Филиповић
24. Невена Хаџи Јованчић